# Грюн, Карл Теодор Фердинанд
Карл Теодор Фердинанд Грюн (нем. Karl Theodor Ferdinand Grün; 1817—1887) — немецкий издатель, публицист и журналист, известный под псевдонимом Эрнст фон дер Хайде (нем. Ernst von der Haide), философ

, историк, педагог, политический теоретик и политик-социалист; доктор наук. Представитель «истинного социализма» середины 1840-х годов, депутат Прусского национального собрания (1849).

## Биография
Карл Грюн родился 30 сентября 1817 года в Люденшайде в семье школьного учителя; старший брат поэта Альберта Грюна (1822—1904).
С 1835 по 1838 год он изучал филологию и теологию в Боннском университете и филологию и философию в Берлинском университете, где получил докторскую степень. Одним из сокурсников Грюна был Карл Маркс. Грюн и Маркс часто посещали радикальные философские круги младогегельянцев и находились под сильным влиянием «гуманистического материализма» Людвига Фейербаха. Соперничество Маркса с Грюном впоследствии привело к ссоре и разрыву между ними.
В 1842 году он стал издавать первую радикальную газету в Германии: «Mannheimer Abendzeitung», потом «Rheinisch-Westphälischer Anzeiger» или «Sprecher» в Кельне. Там же он издал полемическую брошюру против баденского правительства. Его радикальная журналистика, выступающая за демократию и исповедующая республиканские и социалистические симпатии, а также его известная связь с радикальными политическими кругами сделали академическую карьеру невозможной. Марбургский университет даже отказался принять Грюна в аспирантуру, а прусские власти включили его в список «политических преступников». Он был изгнан из Великого герцогства за издание «Mannh. Abendz.» и в течение следующих нескольких лет жил в нескольких городах, поддерживая себя написанием статей для периодических печатных изданий, читая лекции на литературные темы и работая школьным учителем. В демократических кругах он пользовался определенной известностью.
В 1845 году в Париже Грюн написал «Die soziale Bewegung in Frankreich u. Belgien», «Goethe vom menschlichen Standpunkte» и «Die preuss. Landtagsabschiede».
По возвращении в 1848 году в Германию Грюн избран был депутатом в прусское национальное собрание, но за участие в пфальцском восстании заключен в тюрьму и потом выслан из Германии.
В Бельгии Грюн много писал против бонапартизма, а в 1868 году поселился в Вене. Там он написал «Kulturgeschichte des XVI Jahrh.», «Ludwig Feuerbach in seinem Briefwechsel u. Nachlass» и многое другое.
Карл Теодор Фердинанд Грюн скончался 18 февраля 1887 года в городе Вене.